# Malý Lipník
Pour les articles homonymes, voir Lipník.
Malý Lipník (en allemand : Kleinlaupnik) est une commune du district de Stará Ľubovňa, dans la région de Prešov, en Slovaquie.

## Histoire
La première mention écrite du village date de 1715.

## Démographie

### Évolution de la population
| Année:               | 1994. | 2004.   | 2014.   | 2024.   |
| -------------------- | ----- | ------- | ------- | ------- |
| Nombre de personnes: | 480   | 458     | 454     | 484     |
| Différence:          |       | -4,58 % | -0,87 % | +6,60 % |

| Année:               | 2023. | 2024.   |
| -------------------- | ----- | ------- |
| Nombre de personnes: | 467   | 484     |
| Différence:          |       | +3,64 % |